# Chuck Pandolph
Charles William Pandolph, noto Chuck (Saranac Lake, 27 dicembre 1923 – Saranac Lake, 22 aprile 1973) è stato un bobbista statunitense.

## Biografia
Viene ricordato come vincitore di una medaglia d'argento nella sua disciplina, ottenuta ai campionati mondiali del 1961 (edizione tenutasi a Lake Placid, Stati Uniti d'America) insieme ai suoi connazionali Stanley Benham, Gary Sheffield e Jerry Tennant
Nell'edizione l'oro andò alla nazionale italiana.